# Fantôme d'Heilbronn

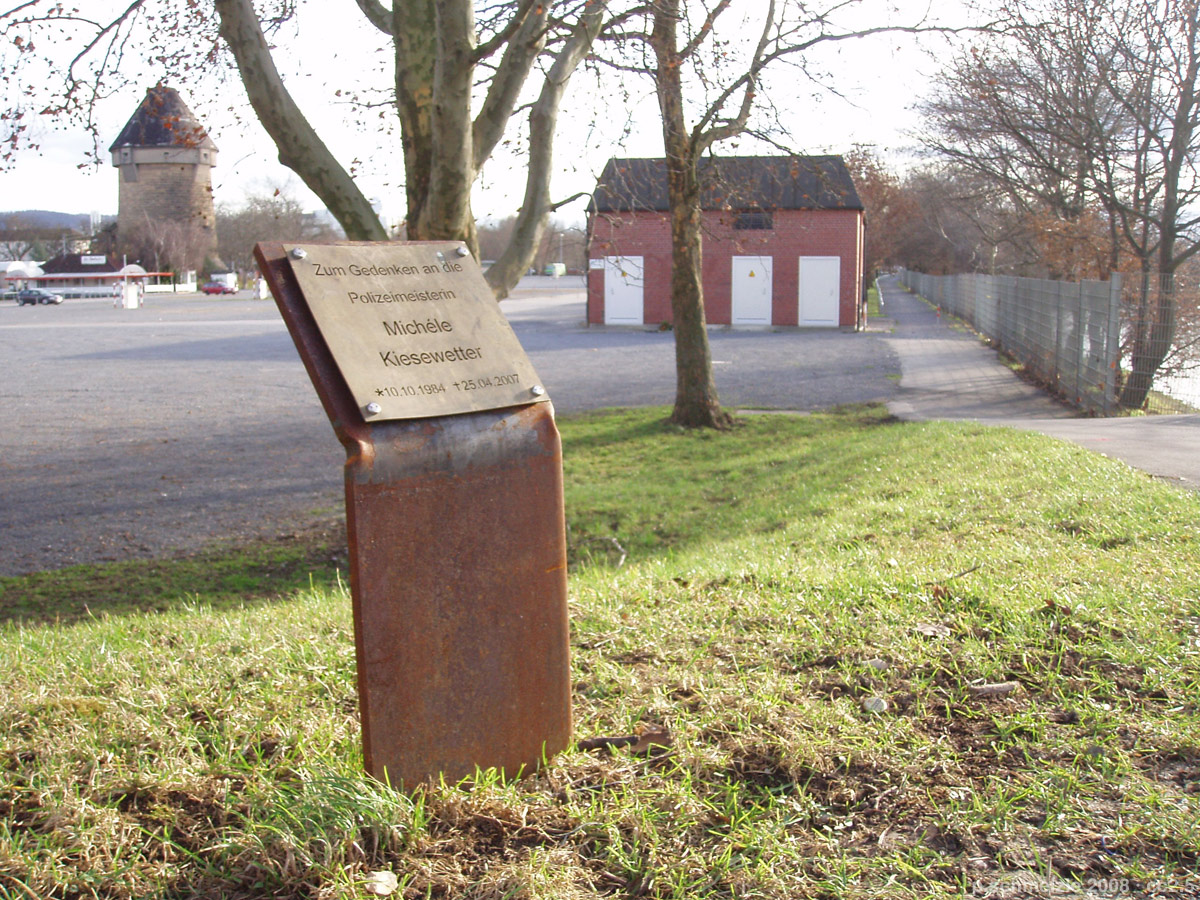
Plaque commémorative près du site où une jeune policière a été tuée.

L'affaire dite du « Fantôme de Heilbronn » est une série de crimes et délits liés entre eux par des analyses ADN suggérant à chaque fois l'implication de la même femme. Ces crimes se sont déroulés principalement en Allemagne et en Autriche, le premier meurtre connu date de 1993 et les derniers de 2008. En fait, l'ADN en question provenait d'une contamination des bâtonnets de prélèvement à l'usine de fabrication et pas de l'implication d'une seule et même personne dans ces crimes.

## Déroulement
Le nom vient de la ville de Heilbronn dans le Bade-Wurtemberg où une jeune policière avait été tuée d'une balle en pleine tête, meurtre de sang froid et apparemment gratuit qui avait ému l'Allemagne. Lors de l’enquête, une empreinte recélant un ADN avait été prélevée dans la BMW des policiers. Cet ADN sera retrouvé lors de plusieurs affaires criminelles non élucidées dans différents endroits d'Allemagne, d'Autriche et un braquage en France (à Arbois dans le Jura), permettant aux enquêteurs d’attribuer l’ensemble de ces affaires à une mystérieuse tueuse en série.
L'enquête mobilise plus de 100 policiers en Allemagne et en Autriche, avec plus de 1 400 pistes différentes suivies et plus de 2 400 vérifications d'ADN pratiquées. Elle est qualifiée par certains médias, avant les révélations de mars 2009 du journal Bild, de «  plus grande énigme criminelle de l'Histoire  ». Les policiers s'y réfèrent sous le sigle UWP (en allemand : Unbekannte weibliche Person, c’est-à-dire « Personne de sexe féminin inconnue »).
En mars 2009, l'attribution de ces meurtres à une seule et même personne se révèle finalement être une erreur due à une contamination du matériel de prélèvement. En effet, le journal allemand Bild révèle que l'ADN prélevé sur les scènes de crime, et supposé être celui d’une tueuse en série, était en réalité celui d'une employée de l'entreprise qui fabriquait les cotons-tiges servant à prélever les échantillons d'ADN. L’information, reprise par les médias allemands, est confirmée par le parquet de Heilbronn qui explique que le lot contaminé d'écouvillons a été vendu dans tous les pays européens, ces derniers, par souci d'économie, ayant utilisé ce lot périmé. De plus, l'institut de médecine légale de Hombourg (Sarre) réalise des tests démontrant que des bâtonnets, pas encore utilisés par les services de police, portent le même ADN,.

## Chronologie
- 26 mai 1993 : découverte du cadavre d'une femme de 62 ans étranglée à son domicile avec un fil en métal dans la ville d'Idar-Oberstein (Rhénanie-Palatinat). On relève plusieurs traces d'ADN, notamment sur une tasse à café. L'analyse de la trace génétique par la police scientifique établit que l'ADN appartient à une femme.
- De 1994 à 2000 : pas de meurtre connu durant cette longue période. La tueuse ne fait apparemment pas parler d'elle (du moins pas de crime connu ou de trace d'ADN trouvée). Les policiers pensent qu'elle a peut-être décidé de se mettre définitivement au vert, ou bien qu'elle a dû faire face à une ou plusieurs maternités, qu'elle est peut-être en prison ou tout simplement morte.
- 26 mars 2001 : à Fribourg-en-Brisgau (Bade-Wurtemberg), à 500 kilomètres du premier crime connu, on découvre le cadavre d'un biffin de 61 ans se disant «  brocanteur », à son domicile. On l'a étranglé et on lui a défoncé le crâne pour l'achever avec une sauvagerie et une barbarie peu communes[réf. nécessaire]. On retrouve le même ADN à plusieurs endroits de la pièce où le meurtre a été commis .
- 11 octobre 2001 : un enfant se blesse dans une zone boisée dans la région de Gerolstein avec une seringue abandonnée contenant des résidus d'héroïne. La police retrouve le même ADN et imagine avoir affaire à une toxicomane prête à commettre des crimes crapuleux pour se procurer ses doses de drogue.
- septembre 2004 : à Arbois, dans le Jura, elle pourrait alors avoir participé à l'agression d'un commerçant ambulant et sa femme, séquestrés à leur domicile et dépouillés de 3 000 euros en liquide, de bijoux et d'un lingot d'or. Les gendarmes interpellent quatre suspects mais découvrent au domicile du couple victime une arme factice, un pistolet Beretta à billes sur lequel ils relèvent une trace d'ADN, celle de l'inconnue[6].
- Jusqu'en avril 2007 : on retrouve épisodiquement la trace de l'ADN du fantôme sur trente lieux différents en Allemagne en Autriche lors de cambriolages de domiciles, de bureaux, d'établissements hôteliers, de supermarchés, de caravanes, de cabanes de jardins-ouvriers, de braquages ou de vols de voitures. On relève également la trace génétique de la tueuse sur l'une des douilles de balles tirées lors d'un règlement de comptes entre gens du voyage de la même famille qui ont blessé gravement une personne. Cependant, pour les enquêteurs, rien dans cette affaire ne semble avéré, car la tueuse semble capable de brouiller les pistes.
- 25 avril 2007 : sur un parking dans la ville d'Heilbronn (Bade-Wurtemberg), deux policiers en tenue qui déjeunent dans leur voiture reçoivent chacun une balle dans le crâne tirée sans sommation. La policière décède sur le coup. Son collègue sort du coma trois semaines plus tard, mais ne garde aucun souvenir de l'attaque. C'est à partir de cette date que la criminelle est désignée unanimement sous le nom de « Fantôme d'Heilbronn », parce qu'on retrouve encore son ADN. Le crime a en fait été commis par des membres du groupe néonazi Nationalsozialistischer Untergrund (Uwe Mundlos, Uwe Boehnhardt qui se sont suicidés depuis et Beate Zschäpe)[7].
- En février 2008 : dans une rivière proche d'Heppenheim (Hesse), les hommes-grenouilles de la police criminelle repêchent les corps de trois hommes de nationalité géorgienne tués, pour deux d'entre eux, d'une balle dans le crâne, le troisième ayant été étouffé ou étranglé. Pour certains policiers, c'est la signature du fantôme. L'ADN de la « femme sans visage » avait été identifié quelques jours auparavant dans la voiture qui avait transporté les trois Géorgiens, ce qui avait incité les policiers à chercher ces cadavres lestés au fond de l'eau.
- Avril 2008 : de nouvelles traces d'ADN sont trouvées lors d'un cambriolage nocturne, ainsi qu'au bord de la piscine d'une maison qu'on a tenté de cambrioler le mois suivant.
- 9 mai 2008 : dans la Sarre, une sexagénaire est sauvagement agressée[réf. nécessaire] pour se faire voler quelques centaines d'euros dans son portefeuille. C'est la 33e trace d'ADN appartenant à la femme sans visage que l'on retrouve sur place.
- 26 octobre 2008 : dans le bois de Heilbronn-Weinberg, le cadavre d'une infirmière de 43 ans est retrouvé baignant dans une grande flaque d'eau de pluie, à quelques mètres seulement de sa voiture, qui a été garée et fermée soigneusement à clef. À l'intérieur du véhicule, on relève les traces ADN du fantôme de Heilbronn. Cela provoque la peur dans la ville, la tueuse semblant de retour dans la région.
- 20 décembre 2008 : un gang de cambrioleurs de nationalité française d'origine albanaise est arrêté à Metz en Lorraine. On relève dans leurs véhicules volés les traces génétiques de la tueuse sans visage. Les deux chefs des malfaiteurs supposés connaître l'identité du « fantôme » sont amenés devant la police de Sarrebrück pour y être entendus et interrogés, mais sans résultats et ils sont relâchés quelques jours plus tard.
- Janvier 2009 : Une récompense est promise aux témoins ou complices qui permettront l'arrestation du « Fantôme de Heilbronn ». Elle a été portée à 300 000 euros[8],[9].
- Mars 2009 : Révélation de l'utilisation d'écouvillons à la fois périmés et contaminés.

## Divers
L'épisode 9 de la saison 7 de la série Elementary narre une histoire très proche de celle du Fantôme d'Heilbronn. Il est également question d'un criminel surnommé « le fantôme » mais les enquêteurs découvrent que ce criminel n'existe pas, un technicien du laboratoire fabriquant des tests ADN ayant par mégarde contaminé un lot de tests.[réf. souhaitée]
L'épisode 4 de la saison 6 de la série Les Experts : Manhattan s'inspire également de cette histoire dans laquelle l'équipe de Mac Taylor traque une tueuse en série responsable de 21 décès à New York et sa région.